# Aries Spears
Aries Spears, född 3 april 1975 i Chicago, Illinois, USA, är en amerikansk komiker och skådespelare. Han har bland annat varit med i TV-serierna CSI: Miami och MADtv. Den 20 april 2013 var han med i talkshowprogrammet Robins på SVT.